# Thomas Howard, I conde de Suffolk
Thomas Howard, I conde de Suffolk,(24 de agosto de 1561-28 de mayo de 1626)  fue el hijo de Thomas Howard, IV duque de Norfolk y su segunda esposa, Margaret Audley, hija y heredera del barón Audley De Walden.

## Primeros años y matrimonios
Tras la muerte de su madre el 10 de enero de 1564, heredó aun siendo un niño las propiedades de los Audley, incluida Saffron Walden. Mientras su padre se encontraba en la Torre de Londres, antes de su ejecución en 1572, este urgió a Thomas a que desposase a su hermanastra Mary Dacre, hija de Thomas Dacre, IV barón Dacre y Elizabeth Leybourne, tercera esposa del duque. Aunque siguió el consejo de su padre, Mary murió en Walden en 1578, sin tener descendencia.
Antes de 1582, Howard se casó de nuevo con Katherine Knyvet,  viuda de Richard, hijo de Robert Rich, II barón Rich, quien aparte de bella era la hija mayor y heredera de  Sir Henry Knyvet de Charlton. Ella sobrevivió a su marido, y murió en 1633.

## Descendencia
- Theophilus Howard, II conde de Suffolk (13 de agosto de 1582 - 3 de enero de 1640), casado con Elizabeth Home, con descendencia.
- Elizabeth Howard (c. 1583 – 17 de abril de 1658) casada con William Knollys, I conde de Banbury, y con Edward Vaux, IV barón Vaux De Harrowden, con descendencia del primer matrimonio.
- Sir Robert Howard (1584–1653) casado con Catherine Nevill. Tuvo un hijo ilegítimo, Robert Danvers con su amante, Francis Villers.
- Gertrude Howard (born c. 1585)[4]
- Sir William Howard (1586 -. 1672)
- Thomas Howard, I conde de Berkshire (8 de octubre de 1587 - 16 de julio de 1669), casado con Elizabeth Cecil, con descendencia.
- Catherine Howard (c. 1588–1673), casada con William Cecil, II conde de Salisbury, con descendencia.
- Emily Howard (n. 1589)[4]
- Frances Howard (31 de mayo de 1590 – 1632), casada con Robert Devereux, III conde de Essex, y Robert Carr, I conde de Somerset, con descendencia del segundo matrimonio.
- Sir Charles Howard (1591 - 21 de junio de 1626), casado con Mary Fitz(john), con descendencia.
- Henry Howard (1592–1616), casado con Elizabeth Bassett, con descendencia
- John Howard (1593–1595)[4]
- Edward Howard, I barón Howard de Escrick (m. 24 de abril de 1675), casado con Mary Boetler, hija de John Boteler y Elizabeth Villiers; con descendencia.
- Margaret Howard (c. 1599 – 1608)

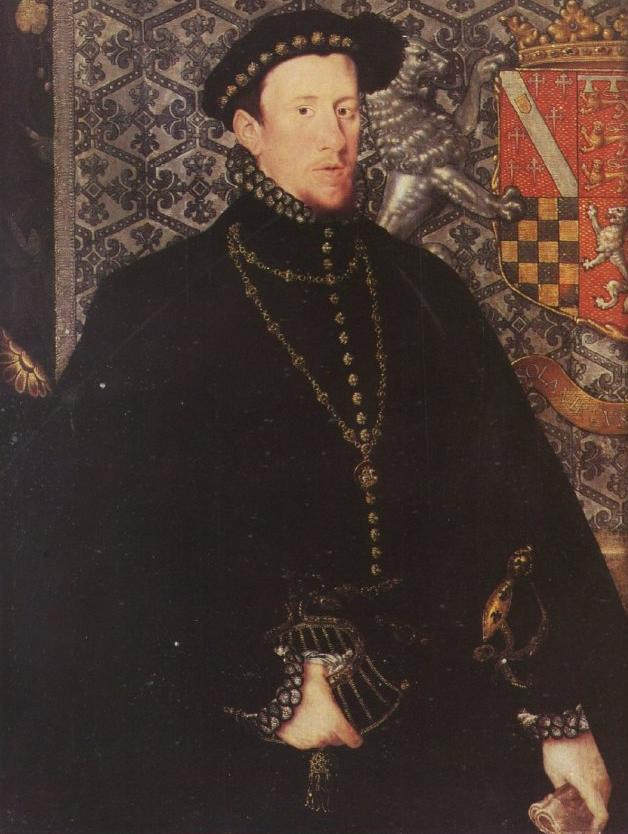
Thomas Howard
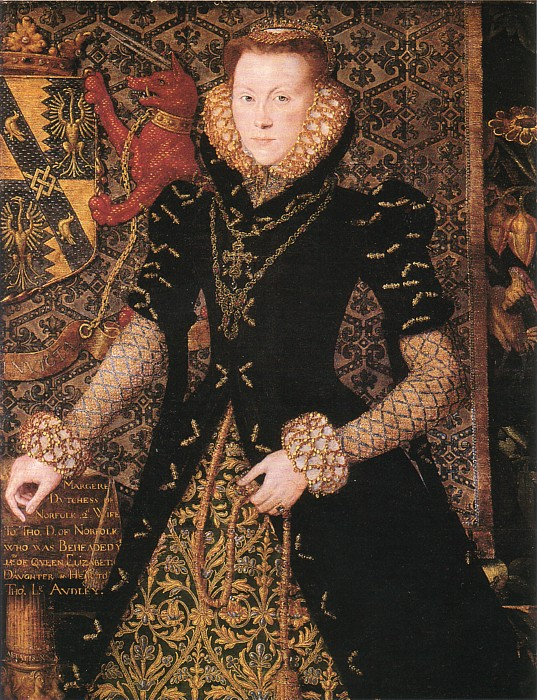
Margaret Audley
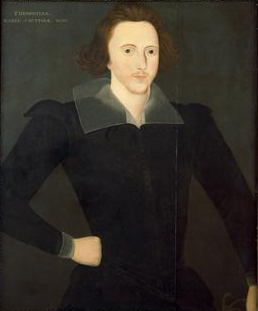
Theophilus Howard
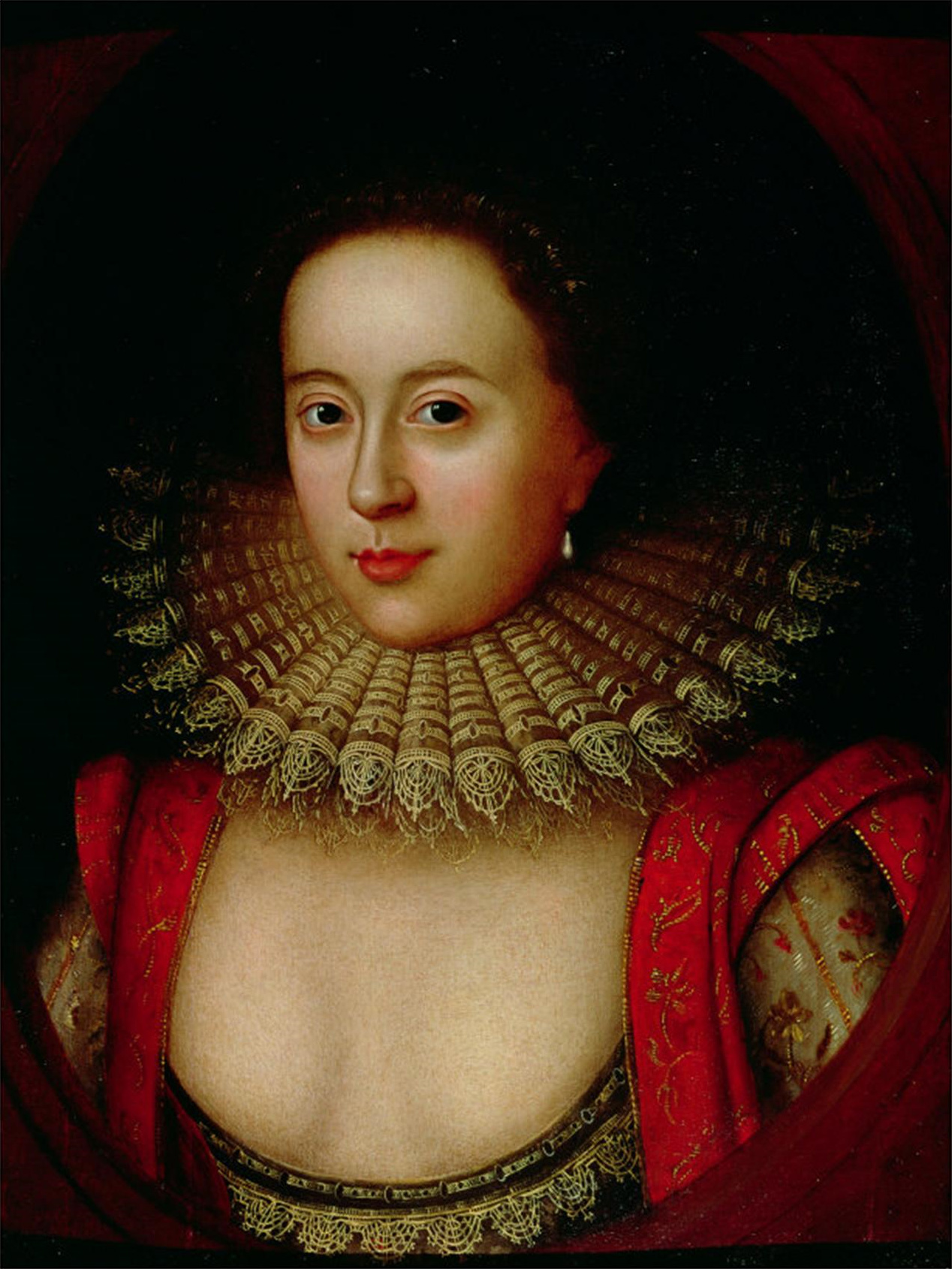
Frances Howard

## Carrera naval
En diciembre de 1584, se reinstauró su estatus como Lord Thomas Howard. Lord Thomas comandó la Golden Lion en el ataque de la Grande y Felicísima Armada. El 25 de julio de 1588, la Golden Lion fue una de las tres naves que atacaron las galeazas para proteger la Saint Anne. Fue nombrado caballero al día siguiente, a bordo de la Ark Royal por su pariente, el Almirante Charles Howard, I conde de Nottingham.
En 1591, fue enviado a las Azores con un escuadrón para abordar los barcos españoles que transportaban oro de América. En cualquier caso, no pudieron llegar hasta septiembre en tal estado que tuvieron que reparar sus naves. Cuando llegó una flota española, no se trataba de una flota mercantil, sino una poderosa fuerza de dispersión enviada desde Ferrol para expulsar a los ingleses. Howards escapó con las naves, excepto la Revenge, comandada por el vicealmirante Sir Richard Grenville, la cual fue destruida, y cuyo capitán fue herido de muerte.
En 1596, Howard  sirvió como vicealmirante en una expedición contra Cádiz, tomando la ciudad. Tras esto, la reina Isabel I le nombró caballero de la Orden de la Jarretera en abril del año siguiente, un mes antes de fracasar en una nueva expedición a las Azores.

## Carrera política
En otoño de 1597, se le nombró par del reino y barón Howard de Walden, aunque una enfermedad le impidió acudir al parlamento hasta 1598. El 2 de febrero de 1598, fue aceptado como miembro honorario en Gray's Inn. Al año siguiente se convirtió en almirante, al comendar una flota en The Downsl. Fue nombrado Condestable de la Torre de Londres el 13 de febrero de 1601 tras la revuelta de conde de Essex, y formó parte de la comisión que juzgó a Essex y  Southampton. Aunque siguió con sus actividades náuticas, no tuvo ningún éxito. Al mismo tiempo, fue Mayordomo Mayor de la Universidad de Cambridge, puesto que ocupó hasta 1614. (Recibió un título universitario en arte por Cambridge en 1605.)
Gracias a su amistad con  Sir Robert Cecil, y actuó como Lord Chamberlain en funciones en torno a 1602, y sirvió a la reina en Charterhouse, a finales de su vida, en enero de 1603. Bajo el reinado de Jacobo I, obtuvo rápidamente el favor real y fue nombrado Lord Chamberlain el 6 de abril de 1603 y miembro del Consejo Privado al día siguiente. Más adelante, el 21 de julio de ese año se le nombró Conde de Suffolk. También fe nombrado comisionario para la creación de la Orden del Baño y el nombramiento del conde mariscal. En 1605, fue nombrado Lord Teniente de Suffolk, años antes de ser nombrado Lord Teniente de Cambridgeshire.
Suffolk aceptó un regalo del embajador español mientras negociaba el tratado de paz de 1604,  pero su mujer, más ambiciosa y favorable ante españoles y católicos, aceptó una pensión de £1000 pagada por España. La presión que esta sentía por las ideas políticas de su marido implicaría una fricción conyugal posteriormente.
En 1605, Cecil, ahora conde de Salisbury, Suffolk, el  conde de Northampton, y el conde de Worcester eran los miembros principales del consejo privado. Suffolk  y Salisbury sabían de los contactos de Lord Monteagle revalando el conspiración de la pólvora, así que Suffolk examinó la bódega encontrando la maleza que ocultaría el polvo. Ese día, su cuñado, Sir Thomas Knyvet, guardián de palacio, descubrió la pólvora y el complot colapsó. Suffolk fue uno de los encargados en juzgar a los conjuradores.
A pesar de ser considerado por el rey uno de la “triada de bribones” (junto a Salisbury y Northampton),  igualmente se le consideraba leal al rey. En 1607, Charlton Park, donde aún viven sus descendientes fue terminada. En diciembre del año siguiente, la hija de Suffolk se casó con William, heredero del conde de Salisbury, el cual murió en 1612 mencionando la amistad de su consuergro en su testamento. A la muerte de Salisbury. Otra hija, Frances, fue apoyada por su padre para divorciarse del conde de Essex para casarse en diciembre de 1613 con Robert Carr, favorito del rey y recién nombrado conde de Somerset, a pesar de que no fuera del gusto de Suffolk.
El 8 de julio de 1614, Suffolk fue nombrado Canciller de la Universidad de Cambiridge, remplazando a su pariente Northampton, y tres días más tarde fue nombrado Lord Tesorero. Somerset, su yerno, le sucedió como Lord Chamberlain, mostrando como la familia de Suffolk dominaba la corte.
En 1615, inició la caída de Suffolk, cuando el rey estaba profundamente enamorado de Sir Gerorge Villiers, y su hija Frances se vio envuelta en el envenenamiento de Sir Thomas Overbury. Suffolk fue acusado por Jacobo de ser cómplice de los Somerset al tratar de silenciar la investigación, pero sin que tuviera consecuencias. No obstante, Sufflok trató de socavar la autoridad del favorito del rey; por lo que en 1618, el ahora marqués de Buckingham contratacó cuestionado la labor de Howard como Lord Tesorero.
Las cuentas de Sufflok siempre fueron un asunto complicado. Ya en época isabelina fue salvado por la reina de la bancarrota por culpa de sus aventuras navales. Más tarde, en época jacobita, el favor real le valió alojamiento, pensión completa y valiosos emolumentos, así como la concesión de parte de los bienes expropiados a su padre; de lo que sacó beneficio invirtiendo en tierras y herencias familiares. En 1611, se vio obligado a vender Charterhouse, la residencia familiar en Londres, que fue reemplazada cuando heredó Charing Cross del conde de Nothampton. Parte de la culpa de sus problemas económicos se encontraban en las extravagancias monumentales de la familia: Mandó construir la casa privada más grande de la época, Audley End House, desde 1603 1 1616; añadió un nuevo ala a Charing Cross y su mujer construyó Charlton Park en el terreno que heredó de  los Knyvett. También gastó gran cantidad de dinero en mantener su posición y la de su familia en la corte, lo que incluía los importantes matrimonios que realizaban; esto, aunque exitoso,  le generó deudas por valor de  £40,000 para 1618. Al convertirse en Lord Tesorero en 1614, pudo con ventas y tratos mejorar su situación económica, aunque esto no bastó. Se considera que toda esta situación inestable ayudó a su caída.

## Arresto y caída
Buckingham convenció al rey de la mala conducta de Suffolk al frente del Tesoro, haciendo especial hincapié en que la condesa hostigaba a los acreedores de la corona y los extorsionaba antes de que pudieran pagar. Suffolk fue suspendido en julio de 1618.  A principios de 1619, su mujer sufrió un ataque de viruela  que destruyó su famosa belleza, también Thomas sufría problemas de salud que le impidieron acudir al juicio. En octubre de este año, el matrimonio junto a su cómplice, Sir John Bingle, Remembrancer del Échiquier fueron procesados por distintos cargos en la Cámara Estrellada. Sir Francis Bacon, el fiscal, comparó a Lady Suffolk con una mujer de una tienda de intercambio ayudada, con aprendiz llorón Bingley, ayudándola fuera. El 13 de noviembre de 1619, se les declaró culpables de todos los cargos. Fueron condenados a pagar £30,000, y ser prisioneros bajo las condiciones que el rey decidiese.
Tras de diez días, Lord y Lady Suffolk  fueron liberados y apelaron ante Buckingham en busca de ayuda. Aunque Suffolk further irritated James by legal manoeuvres to avoid seizure of his property, Buckingham se mostró magnánimo con su rival sin poder y le consiguió una audiencia con el rey, que disminuyó la multa a £7000. En 1623, el hijo menor de Suffolk, Edward se casó con la sobrina de Buckingham, Mary Boteler.  A pesar de que siguió activo en como comisionario en causas eclesiásticas, no volvió a ocupar ningún gran puesto. Murió en Charing Cross, el 28 de mayo de 1626, y fue enterrado el 4 de mayo en Saffron Walden.

## Tratamientos
- 1561–1572: Lord Thomas Howard
- 1572–1584: Señor Thomas Howard
- 1584–1597: Lord Thomas Howard
- 1597–1603: El Muy Honorable Lord Howard de Walden
- 1603–1626: El Muy Honorable conde de Suffolk